# Gephyroglanis congicus
Gephyroglanis congicus és una espècie de peix de la família dels claroteids i de l'ordre dels siluriformes.

## Morfologia
- Els mascles poden assolir 43 cm de longitud total.[1][2]

## Hàbitat
És un peix d'aigua dolça i de clima tropical.

## Distribució geogràfica
Es troba a Àfrica: conca del riu Congo, incloent-hi el riu Lualaba.